# Bielkowo, Hạt Stargard
Bielkowo [bjɛlˈkɔvɔ] (Belkow của Đức) là một ngôi làng thuộc khu hành chính của Gmina Kobylanka, thuộc hạt Stargard, West Pomeranian Voivodeship, ở phía tây bắc Ba Lan. Nó nằm khoảng 3 kilômét (2 mi)   phía nam Kobylanka, 12 km (7 mi) về phía tây của Stargardf và 21 km (13 mi) về phía đông nam của thủ đô khu vực Szczecin.
Trước năm 1945, khu vực này là một phần của Đức. Đối với lịch sử của khu vực, xem Lịch sử của Pomerania.
Ngôi làng có dân số là 253 người.